# Mangan(II)-hydroxid
Mangan(II)-hydroxid ist eine anorganische chemische Verbindung des Mangans aus der Gruppe der Hydroxide.

## Gewinnung und Darstellung
Mangan(II)-hydroxid fällt bei der Reaktion von Mangan(II)-salzlösungen mit Alkalilaugen unter Luftabschluss als gelblicher Niederschlag aus der Lösung aus. So zum Beispiel durch Reaktion von Mangan(II)-chlorid-Tetrahydrat mit einer Kaliumhydroxid-Lösung.
{\displaystyle \mathrm {MnCl_{2}\cdot 4H_{2}O+2\ KOH\longrightarrow Mn(OH)_{2}+2\ KCl+4\ H_{2}O} }

## Eigenschaften

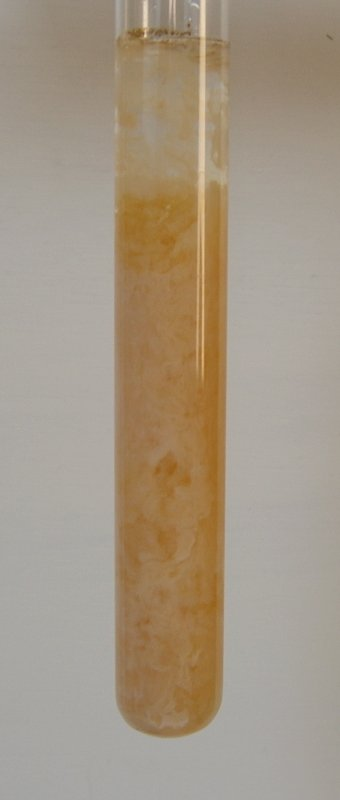
Fällung von Mangan(II)-hydroxid mit teilweiser Oxidation zu braunem Mangan(III)- bzw. Mangan(IV)-oxidhydroxid durch Luftsauerstoff

Mangan(II)-hydroxid ist ein weißer bis pinker Feststoff, der praktisch unlöslich in Wasser ist. Er ist stabil, wenn er frei von Alkalihydroxiden und amorphen Anteilen ist. Ansonsten färbt er sich an Luft schnell braun (Bildung von Mangan(III)- und Mangan(IV)-oxidhydraten). Es besitzt eine hexagonale Kristallstruktur isotyp zu der von Cadmiumhydroxid mit der Raumgruppe P3m1 (Raumgruppen-Nr. 164) (a = 334 pm, c = 468 pm). Er kommt jedoch auch in einer orthorhombischen Modifikation mit der Raumgruppe Pbnm (Nr. 62, Stellung 3) vor.